# Monohelea chazeaui
Monohelea chazeaui är en tvåvingeart som beskrevs av Clastrier 1985. Monohelea chazeaui ingår i släktet Monohelea och familjen svidknott.
Artens utbredningsområde är Nya Kaledonien. Inga underarter finns listade i Catalogue of Life.